# Hypovertex bajartogtokhi
Hypovertex bajartogtokhi är en kvalsterart som beskrevs av Netuzhilin och Shtanchaeva 2003. Hypovertex bajartogtokhi ingår i släktet Hypovertex och familjen Scutoverticidae. Inga underarter finns listade i Catalogue of Life.